# Volta a Astúries 2022
La Volta a Astúries 2022, 64a edició de la Volta a Astúries, es va disputar entre el 29 d'abril i l'1 de maig de 2022 sobre un recorregut de 491,4 km repartits entre tres etapes. La cursa formava part del calendari de l'UCI Europa Tour 2022, amb una categoria 2.1.
El vencedor final fou el colombià Iván Ramiro Sosa (Movistar Team). Completaren el podi Lorenzo Fortunato (Eolo-Kometa) i Nicolas Edet (Arkéa-Samsic).

## Equips participants
En aquesta edició hi prendran part 15 equips:
| WorldTeams (2)- Movistar Team - BikeExchange-Jayco ProTeams (7)- Arkéa-Samsic - Burgos-BH - Caja Rural-Seguros RGA - Eolo-Kometa - Euskaltel-Euskadi - Equipo Kern Pharma - TotalEnergies Equips continentals (6)- Aviludo-Louletano-Loulé Concelho - BAI-Sicasal-Petro de Luanda - Efapel Cycling - Electro Hiper Europa-Caldas - Java Kiwi Atlántico - Manuela Fundación Continental |
| |

## Etapes
| Etapa    | Data      | Ciutats d'etapa            | type                    | Distància (km) | Desnivell (m) | Vencedor de l'etapa     | Líder de la general     |
| -------- | --------- | -------------------------- | ----------------------- | -------------- | ------------- | ----------------------- | ----------------------- |
| 1a etapa | 29 de abr | Oviedo – La Pola           | etapa de mitja muntanya | 168,9          | 2.916 m       | Simon Yates             | Simon Yates             |
| 2a etapa | 30 de abr | Candás – Cangas del Narcea | etapa de muntanya       | 202            | 4.265 m       | Iván Ramiro Sosa Cuervo | Iván Ramiro Sosa Cuervo |
| 3a etapa | 1 de maig | Cangas del Narcea – Oviedo | etapa accidentada       | 120,5          | 1.688 m       | Simon Yates             | Iván Ramiro Sosa Cuervo |

### Etapa 1
| \| Classificació de l'etapa \| Classificació de l'etapa \| Classificació de l'etapa \| Classificació de l'etapa \| Classificació de l'etapa \| \| Corredor \| Corredor \| Equip \| Temps \| \| \| ------------------------ \| ------------------------ \| ------------------------ \| ------------------------ \| ------------------------ \| \| 1r \| Simon Yates \| BikeExchange-Jayco \| 4h 26' 44" \| \| \| 2n \| Vincenzo Albanese \| Eolo-Kometa \| + 14" \| \| \| 3r \| Alexis Vuillermoz \| TotalEnergies \| + 14" \| \| \| 4t \| Jonathan Lastra Martínez \| Caja Rural-Seguros RGA \| + 14" \| \| \| 5è \| Lorenzo Fortunato \| Eolo-Kometa \| + 14" \| \| \| 6è \| Nicolas Edet \| Arkéa-Samsic \| + 14" \| \| \| 7è \| Damien Howson \| BikeExchange-Jayco \| + 14" \| \| \| 8è \| Iván Ramiro Sosa Cuervo \| Movistar Team \| + 14" \| \| \| 9è \| Joaquim Silva \| Efapel Cycling \| + 14" \| \| \| 10è \| Mikel Bizkarra Etxegibel \| Euskaltel-Euskadi \| + 14" \| \| |                          |                        |            |
| |                          |                        |            |
| |                          |                        |            |
| Classificació de l'etapa |                          |                        |            |
| Corredor | Corredor                 | Equip                  | Temps      |
| 1r | Simon Yates              | BikeExchange-Jayco     | 4h 26' 44" |
| 2n | Vincenzo Albanese        | Eolo-Kometa            | + 14"      |
| 3r | Alexis Vuillermoz        | TotalEnergies          | + 14"      |
| 4t | Jonathan Lastra Martínez | Caja Rural-Seguros RGA | + 14"      |
| 5è | Lorenzo Fortunato        | Eolo-Kometa            | + 14"      |
| 6è | Nicolas Edet             | Arkéa-Samsic           | + 14"      |
| 7è | Damien Howson            | BikeExchange-Jayco     | + 14"      |
| 8è | Iván Ramiro Sosa Cuervo  | Movistar Team          | + 14"      |
| 9è | Joaquim Silva            | Efapel Cycling         | + 14"      |
| 10è | Mikel Bizkarra Etxegibel | Euskaltel-Euskadi      | + 14"      |

| \| Classificació general \| Classificació general \| Classificació general \| Classificació general \| Classificació general \| \| Corredor \| Corredor \| Equip \| Temps \| \| \| --------------------- \| ------------------------ \| ---------------------- \| --------------------- \| --------------------- \| \| 1r \| Simon Yates \| BikeExchange-Jayco \| 4h 26' 34" \| \| \| 2n \| Vincenzo Albanese \| Eolo-Kometa \| + 18" \| \| \| 3r \| Alexis Vuillermoz \| TotalEnergies \| + 20" \| \| \| 4t \| Jonathan Lastra Martínez \| Caja Rural-Seguros RGA \| + 24" \| \| \| 5è \| Lorenzo Fortunato \| Eolo-Kometa \| + 24" \| \| \| 6è \| Nicolas Edet \| Arkéa-Samsic \| + 24" \| \| \| 7è \| Damien Howson \| BikeExchange-Jayco \| + 24" \| \| \| 8è \| Iván Ramiro Sosa Cuervo \| Movistar Team \| + 24" \| \| \| 9è \| Joaquim Silva \| Efapel Cycling \| + 24" \| \| \| 10è \| Mikel Bizkarra Etxegibel \| Euskaltel-Euskadi \| + 24" \| \| |                          |                        |            |
| |                          |                        |            |
| |                          |                        |            |
| Classificació general |                          |                        |            |
| Corredor | Corredor                 | Equip                  | Temps      |
| 1r | Simon Yates              | BikeExchange-Jayco     | 4h 26' 34" |
| 2n | Vincenzo Albanese        | Eolo-Kometa            | + 18"      |
| 3r | Alexis Vuillermoz        | TotalEnergies          | + 20"      |
| 4t | Jonathan Lastra Martínez | Caja Rural-Seguros RGA | + 24"      |
| 5è | Lorenzo Fortunato        | Eolo-Kometa            | + 24"      |
| 6è | Nicolas Edet             | Arkéa-Samsic           | + 24"      |
| 7è | Damien Howson            | BikeExchange-Jayco     | + 24"      |
| 8è | Iván Ramiro Sosa Cuervo  | Movistar Team          | + 24"      |
| 9è | Joaquim Silva            | Efapel Cycling         | + 24"      |
| 10è | Mikel Bizkarra Etxegibel | Euskaltel-Euskadi      | + 24"      |

### Etapa 2
| \| Classificació de l'etapa \| Classificació de l'etapa \| Classificació de l'etapa \| Classificació de l'etapa \| Classificació de l'etapa \| \| Corredor \| Corredor \| Equip \| Temps \| \| \| ------------------------ \| ------------------------- \| ------------------------ \| ------------------------ \| ------------------------ \| \| 1r \| Iván Ramiro Sosa Cuervo \| Movistar Team \| 5h 12' 39" \| \| \| 2n \| Lorenzo Fortunato \| Eolo-Kometa \| + 11" \| \| \| 3r \| Igor Arrieta \| Equipo Kern Pharma \| + 12" \| \| \| 4t \| Antonio Pedrero López \| Movistar Team \| + 34" \| \| \| 5è \| Nicolas Edet \| Arkéa-Samsic \| + 34" \| \| \| 6è \| Mikel Bizkarra Etxegibel \| Euskaltel-Euskadi \| + 34" \| \| \| 7è \| Cristián Rodríguez Martín \| TotalEnergies \| + 1' 08" \| \| \| 8è \| Gotzon Martín \| Euskaltel-Euskadi \| + 1' 19" \| \| \| 9è \| Sergio Samitier \| Movistar Team \| + 1' 19" \| \| \| 10è \| Kévin Vauquelin \| Arkéa-Samsic \| + 2' 03" \| \| |                           |                    |            |
| |                           |                    |            |
| |                           |                    |            |
| Classificació de l'etapa |                           |                    |            |
| Corredor | Corredor                  | Equip              | Temps      |
| 1r | Iván Ramiro Sosa Cuervo   | Movistar Team      | 5h 12' 39" |
| 2n | Lorenzo Fortunato         | Eolo-Kometa        | + 11"      |
| 3r | Igor Arrieta              | Equipo Kern Pharma | + 12"      |
| 4t | Antonio Pedrero López     | Movistar Team      | + 34"      |
| 5è | Nicolas Edet              | Arkéa-Samsic       | + 34"      |
| 6è | Mikel Bizkarra Etxegibel  | Euskaltel-Euskadi  | + 34"      |
| 7è | Cristián Rodríguez Martín | TotalEnergies      | + 1' 08"   |
| 8è | Gotzon Martín             | Euskaltel-Euskadi  | + 1' 19"   |
| 9è | Sergio Samitier           | Movistar Team      | + 1' 19"   |
| 10è | Kévin Vauquelin           | Arkéa-Samsic       | + 2' 03"   |

| \| Classificació general \| Classificació general \| Classificació general \| Classificació general \| Classificació general \| \| Corredor \| Corredor \| Equip \| Temps \| \| \| --------------------- \| ------------------------- \| --------------------- \| --------------------- \| --------------------- \| \| 1r \| Iván Ramiro Sosa Cuervo \| Movistar Team \| 10h 29' 27" \| \| \| 2n \| Lorenzo Fortunato \| Eolo-Kometa \| + 15" \| \| \| 3r \| Nicolas Edet \| Arkéa-Samsic \| + 44" \| \| \| 4t \| Mikel Bizkarra Etxegibel \| Euskaltel-Euskadi \| + 44" \| \| \| 5è \| Antonio Pedrero López \| Movistar Team \| + 48" \| \| \| 6è \| Igor Arrieta \| Equipo Kern Pharma \| + 56" \| \| \| 7è \| Cristián Rodríguez Martín \| TotalEnergies \| + 1' 18" \| \| \| 8è \| Gotzon Martín \| Euskaltel-Euskadi \| + 1' 48" \| \| \| 9è \| Kévin Vauquelin \| Arkéa-Samsic \| + 2' 32" \| \| \| 10è \| Joaquim Silva \| Efapel Cycling \| + 2' 32" \| \| |                           |                    |             |
| |                           |                    |             |
| |                           |                    |             |
| Classificació general |                           |                    |             |
| Corredor | Corredor                  | Equip              | Temps       |
| 1r | Iván Ramiro Sosa Cuervo   | Movistar Team      | 10h 29' 27" |
| 2n | Lorenzo Fortunato         | Eolo-Kometa        | + 15"       |
| 3r | Nicolas Edet              | Arkéa-Samsic       | + 44"       |
| 4t | Mikel Bizkarra Etxegibel  | Euskaltel-Euskadi  | + 44"       |
| 5è | Antonio Pedrero López     | Movistar Team      | + 48"       |
| 6è | Igor Arrieta              | Equipo Kern Pharma | + 56"       |
| 7è | Cristián Rodríguez Martín | TotalEnergies      | + 1' 18"    |
| 8è | Gotzon Martín             | Euskaltel-Euskadi  | + 1' 48"    |
| 9è | Kévin Vauquelin           | Arkéa-Samsic       | + 2' 32"    |
| 10è | Joaquim Silva             | Efapel Cycling     | + 2' 32"    |

### Etapa 3
| \| Classificació de l'etapa \| Classificació de l'etapa \| Classificació de l'etapa \| Classificació de l'etapa \| Classificació de l'etapa \| \| Corredor \| Corredor \| Equip \| Temps \| \| \| ------------------------ \| ------------------------ \| ------------------------ \| ------------------------ \| ------------------------ \| \| 1r \| Simon Yates \| BikeExchange-Jayco \| 2h 47' 08" \| \| \| 2n \| Vincenzo Albanese \| Eolo-Kometa \| + 37" \| \| \| 3r \| Kévin Vauquelin \| Arkéa-Samsic \| + 37" \| \| \| 4t \| Alexis Vuillermoz \| TotalEnergies \| + 37" \| \| \| 5è \| Alessandro Verre \| Arkéa-Samsic \| + 37" \| \| \| 6è \| Pelayo Sánchez Mayo \| Burgos-BH \| + 37" \| \| \| 7è \| Callum Scotson \| BikeExchange-Jayco \| + 37" \| \| \| 8è \| Antonio Pedrero López \| Movistar Team \| + 37" \| \| \| 9è \| Jonathan Lastra Martínez \| Caja Rural-Seguros RGA \| + 37" \| \| \| 10è \| Lorenzo Fortunato \| Eolo-Kometa \| + 37" \| \| |                          |                        |            |
| |                          |                        |            |
| |                          |                        |            |
| Classificació de l'etapa |                          |                        |            |
| Corredor | Corredor                 | Equip                  | Temps      |
| 1r | Simon Yates              | BikeExchange-Jayco     | 2h 47' 08" |
| 2n | Vincenzo Albanese        | Eolo-Kometa            | + 37"      |
| 3r | Kévin Vauquelin          | Arkéa-Samsic           | + 37"      |
| 4t | Alexis Vuillermoz        | TotalEnergies          | + 37"      |
| 5è | Alessandro Verre         | Arkéa-Samsic           | + 37"      |
| 6è | Pelayo Sánchez Mayo      | Burgos-BH              | + 37"      |
| 7è | Callum Scotson           | BikeExchange-Jayco     | + 37"      |
| 8è | Antonio Pedrero López    | Movistar Team          | + 37"      |
| 9è | Jonathan Lastra Martínez | Caja Rural-Seguros RGA | + 37"      |
| 10è | Lorenzo Fortunato        | Eolo-Kometa            | + 37"      |

## Classificacions finals

### Classificació general
| \| Classificació general \| Classificació general \| Classificació general \| Classificació general \| Classificació general \| \| Corredor \| Corredor \| Equip \| Temps \| \| \| --------------------- \| ------------------------ \| --------------------- \| --------------------- \| --------------------- \| \| 1r \| Iván Ramiro Sosa Cuervo \| Movistar Team \| 12h 27' 12" \| \| \| 2n \| Lorenzo Fortunato \| Eolo-Kometa \| + 15" \| \| \| 3r \| Nicolas Edet \| Arkéa-Samsic \| + 44" \| \| \| 4t \| Mikel Bizkarra Etxegibel \| Euskaltel-Euskadi \| + 44" \| \| \| 5è \| Antonio Pedrero López \| Movistar Team \| + 48" \| \| \| 6è \| Igor Arrieta \| Equipo Kern Pharma \| + 56" \| \| \| 7è \| Kévin Vauquelin \| Arkéa-Samsic \| + 2' 28" \| \| \| 8è \| Gotzon Martín \| Euskaltel-Euskadi \| + 2' 46" \| \| \| 9è \| Joaquim Silva \| Efapel Cycling \| + 3' 04" \| \| \| 10è \| Alexis Vuillermoz \| TotalEnergies \| + 3' 14" \| \| |                          |                    |             |
| |                          |                    |             |
| Font: ProCyclingStats |                          |                    |             |
| Classificació general |                          |                    |             |
| Corredor | Corredor                 | Equip              | Temps       |
| 1r | Iván Ramiro Sosa Cuervo  | Movistar Team      | 12h 27' 12" |
| 2n | Lorenzo Fortunato        | Eolo-Kometa        | + 15"       |
| 3r | Nicolas Edet             | Arkéa-Samsic       | + 44"       |
| 4t | Mikel Bizkarra Etxegibel | Euskaltel-Euskadi  | + 44"       |
| 5è | Antonio Pedrero López    | Movistar Team      | + 48"       |
| 6è | Igor Arrieta             | Equipo Kern Pharma | + 56"       |
| 7è | Kévin Vauquelin          | Arkéa-Samsic       | + 2' 28"    |
| 8è | Gotzon Martín            | Euskaltel-Euskadi  | + 2' 46"    |
| 9è | Joaquim Silva            | Efapel Cycling     | + 3' 04"    |
| 10è | Alexis Vuillermoz        | TotalEnergies      | + 3' 14"    |

### Classificació per punts
| Classificació per punts | Classificació per punts | Classificació per punts | Classificació per punts | Classificació per punts |
| Corredor                | Corredor                | Equip                   | Punts                   |                         |
| ----------------------- | ----------------------- | ----------------------- | ----------------------- | ----------------------- |
| 1r                      | Simon Yates             | BikeExchange-Jayco      | 50 pts                  |                         |
| 2n                      | Vincenzo Albanese       | Eolo-Kometa             | 40 pts                  |                         |
| 3r                      | Lorenzo Fortunato       | Eolo-Kometa             | 38 pts                  |                         |
| 4t                      | Iván Ramiro Sosa Cuervo | Movistar Team           | 36 pts                  |                         |
| 5è                      | Alexis Vuillermoz       | TotalEnergies           | 31 pts                  |                         |

### Classificació de la muntanya
| Classificació de la muntanya | Classificació de la muntanya | Classificació de la muntanya | Classificació de la muntanya | Classificació de la muntanya |
| Corredor                     | Corredor                     | Equip                        | Punts                        |                              |
| ---------------------------- | ---------------------------- | ---------------------------- | ---------------------------- | ---------------------------- |
| 1r                           | Isaac Cantón                 | Manuela Fundación            | 13 pts                       |                              |
| 2n                           | Simon Yates                  | BikeExchange-Jayco           | 11 pts                       |                              |
| 3r                           | Iván Ramiro Sosa Cuervo      | Movistar Team                | 10 pts                       |                              |
| 4t                           | Xavier Cañellas Sánchez      | Java Kiwi Atlántico          | 10 pts                       |                              |
| 5è                           | Txomin Juaristi              | Euskaltel-Euskadi            | 9 pts                        |                              |

### Classificació de les metes volants
| Classificació dels esprints | Classificació dels esprints | Classificació dels esprints | Classificació dels esprints | Classificació dels esprints |
| Corredor                    | Corredor                    | Equip                       | Punts                       |                             |
| --------------------------- | --------------------------- | --------------------------- | --------------------------- | --------------------------- |
| 1r                          | Jesús Ezquerra              | Burgos-BH                   |                             |                             |

### Classificació per equips
| Classificació per equips | Classificació per equips | Classificació per equips | Classificació per equips |
| Equip                    | Equip                    | Temps                    |                          |
| ------------------------ | ------------------------ | ------------------------ | ------------------------ |
| 1r                       | Arkéa-Samsic             | 37h 27' 43"              |                          |
| 2n                       | Movistar Team            | + 2' 40"                 |                          |
| 3r                       | TotalEnergies            | + 3' 50"                 |                          |
| 4t                       | Euskaltel-Euskadi        | + 4' 14"                 |                          |
| 5è                       | Equipo Kern Pharma       | + 20' 27"                |                          |

## Evolució de les classificacions
| Etapa              | Vencedor           | Classificació general | Classificació per punts | Classificació de la muntanya | Classificació de les metes volants | Classificació per equips |
| ------------------ | ------------------ | --------------------- | ----------------------- | ---------------------------- | ---------------------------------- | ------------------------ |
| 1                  | Nairo Quintana     | Simon Yates           | Simon Yates             | Isaac Cantón                 | Tomás Contte                       | Team BikeExchange-Jayco  |
| 2                  | Iván Ramiro Sosa   | Iván Ramiro Sosa      | Iván Ramiro Sosa        | Isaac Cantón                 | Jesús Ezquerra                     | Arkéa-Samsic             |
| 3                  | Simon Yates        | Iván Ramiro Sosa      | Simon Yates             | Isaac Cantón                 | Jesús Ezquerra                     | Arkéa-Samsic             |
| Classements finals | Classements finals | Iván Ramiro Sosa      | Simon Yates             | Isaac Cantón                 | Jesús Ezquerra                     | Arkéa-Samsic             |